# Thamnostoma russelli
Thamnostoma russelli är en nässeldjursart som beskrevs av Rees 1939. Thamnostoma russelli ingår i släktet Thamnostoma och familjen Bougainvilliidae. Inga underarter finns listade i Catalogue of Life.